# Стоящий Амур
«Стоящий Амур» (итал. Cupido-Apollo; варианты — Аполлон, Купидон) — утраченная мраморная статуя Амура, созданная Микеланджело около 1496 −1497 гг. Не исключено, что это та же статуя, что и «Юный лучник», хранящийся ныне в музее Метрополитен.

## История создания

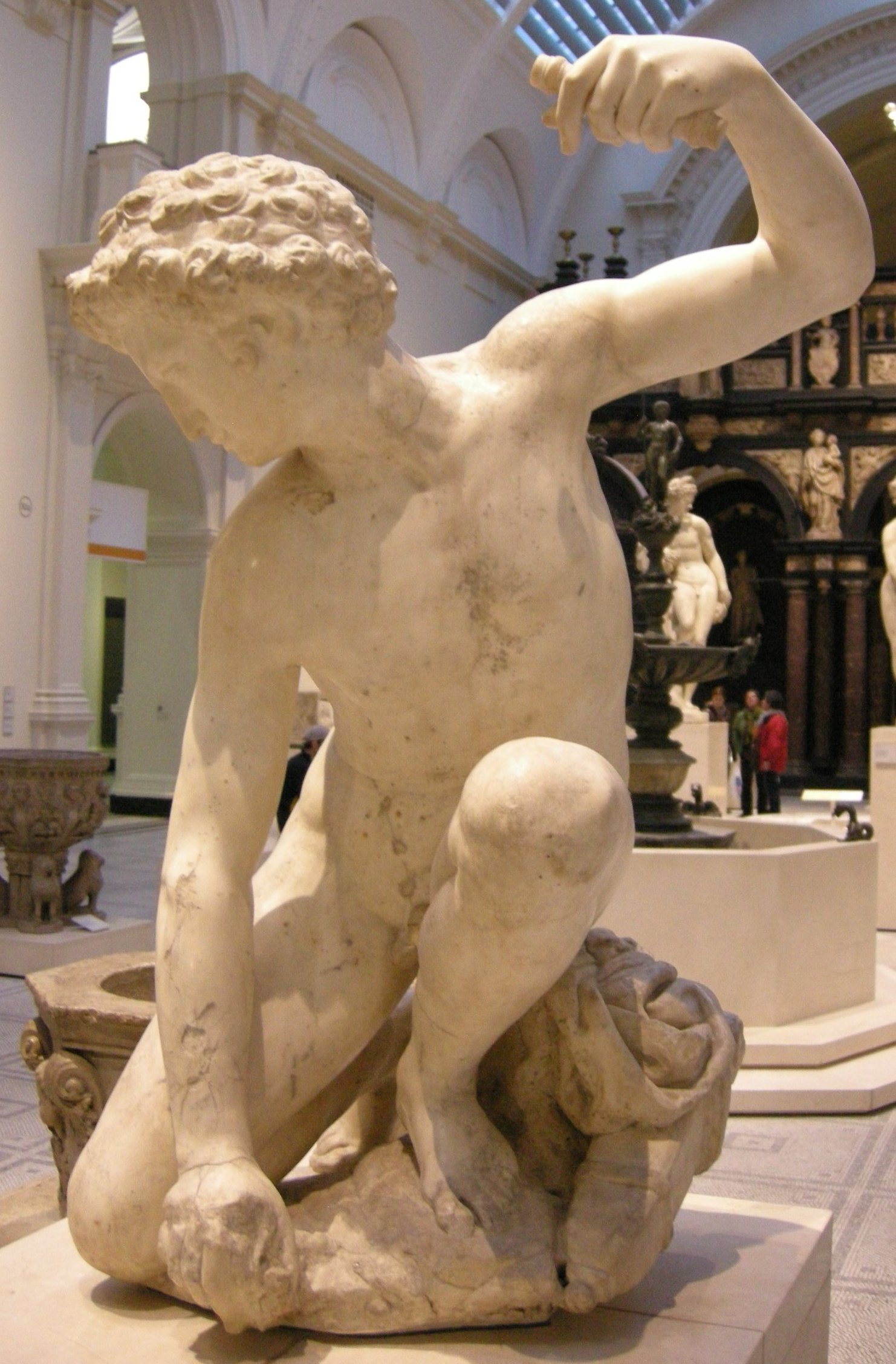
«Нарцисс» из музея Виктории и Альберта, которого ранее принимали за «Купидона» Микеланджело

Заказ банкиром Якопо Галли статуи «Купидона в натуральную величину» упоминает Вазари. В письме к отцу[а] Микеланджело писал, что «(…) взялся сделать фигуру для Пьеро Медичи и купил мрамор, но так ничего и не начал, поскольку он не выполнил своего обещания. Поэтому (…) делаю другую фигуру для своего удовольствия».

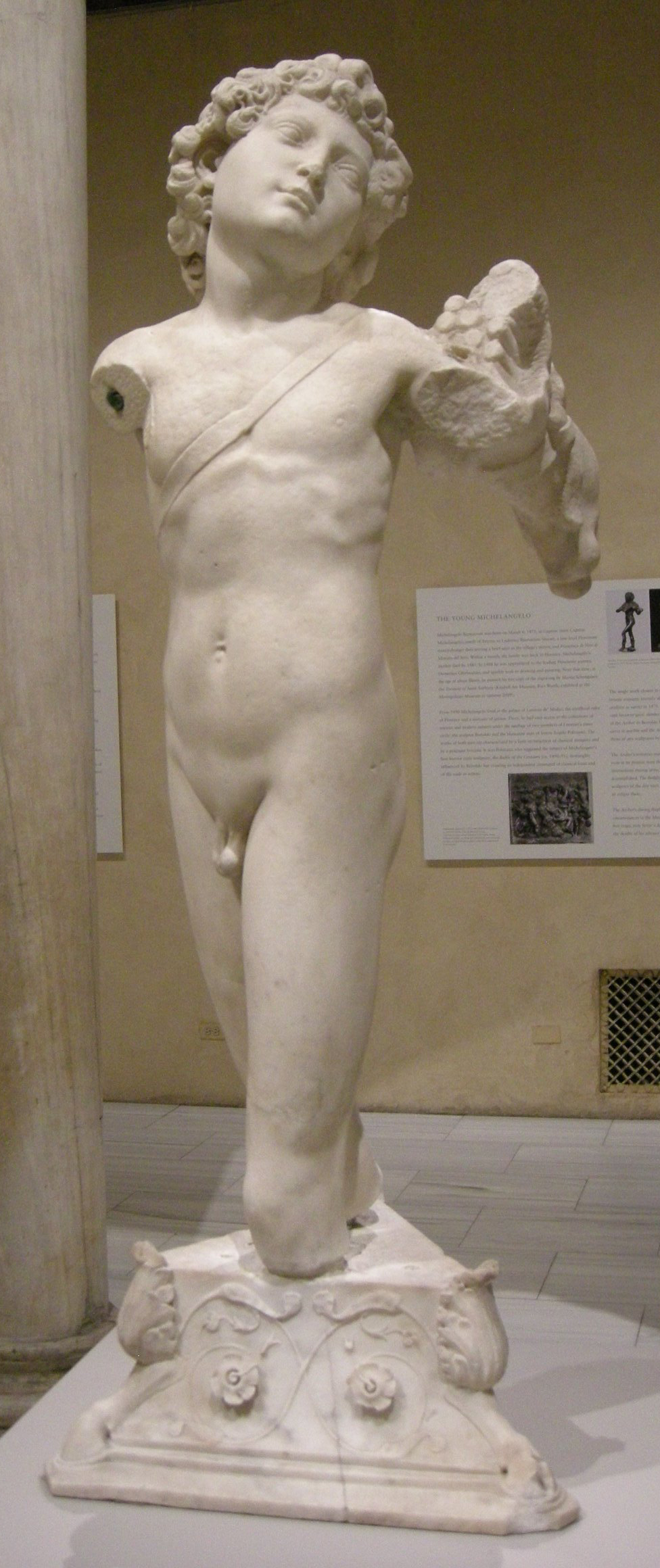
«Юный лучник» из музея Метрополитен, которого теперь многие специалисты отождествляют с «Купидоном» Микеланджело

Об этой работе не сохранилось достоверных сведений. В конце XIX — начале XX века полагали, что «Купидоном» может быть фигура юноши, хранящаяся в лондонском музее Виктории и Альберта. Однако позже установили, что это римская копия с греческого оригинала, отреставрированная и дополненная дважды: в XVI и в XIX веках. Теперь фигура носит название «Нарцисс».
В настоящее время многие специалисты полагают, что «Купидон» — это фигура «Юного лучника», принадлежащая Франции и хранящаяся в музее Метрополитен в Нью-Йорке.

## Образ в искусстве
Статуя вскользь упоминается в романе Ирвинга Стоуна «Муки и радости» (1961).